# Ojczyźniany Związek Kobiet

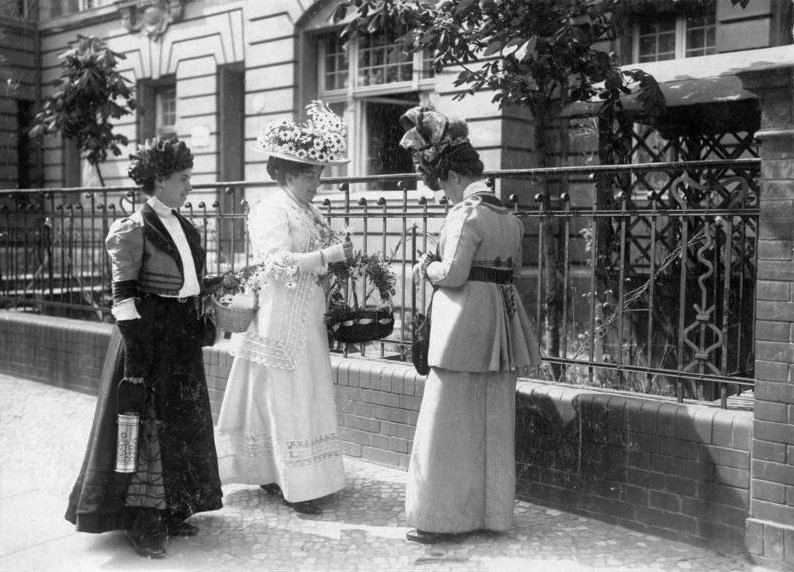
Członkinie Vaterländischer Frauenverein w Berlinie (1911)

Ojczyźniany Związek Kobiet (niem. Vaterländischer Frauenverein, forma dłuższa: Deutscher Frauenverein zur Pflege und Hilfe für Verwundete im Kriege) – niemiecka organizacja kobieca mająca za zadanie nieść pomoc potrzebującym, w tym rannym żołnierzom podczas wojen. Była prekursorem kobiecych ogniw Niemieckiego Czerwonego Krzyża.
Organizacja została założona w Niemczech w 1872 w celu pomagania w szpitalach oraz w okresach epidemii chorób zakaźnych. Udzielała też wsparcia finansowego potrzebującym. W czasie wojen opiekowała się przejezdnymi żołnierzami, m.in. prowadząc dworcowe garkuchnie. Na terenie zaboru pruskiego organizacja była odpowiedzialna za germanizację polskich sierot w przytułkach i ochronkach.